# Conquiliología
La conquiliología (del griego κογχύλιον, "conchita" y -λογία, "tratado") es el estudio científico de las conchas de los moluscos, una rama de la malacología. Los conquiliólogos pueden estudiar las conchas para conseguir entender la diversa y compleja taxonomía de los moluscos, o simplemente apreciarlas por su valor estético.

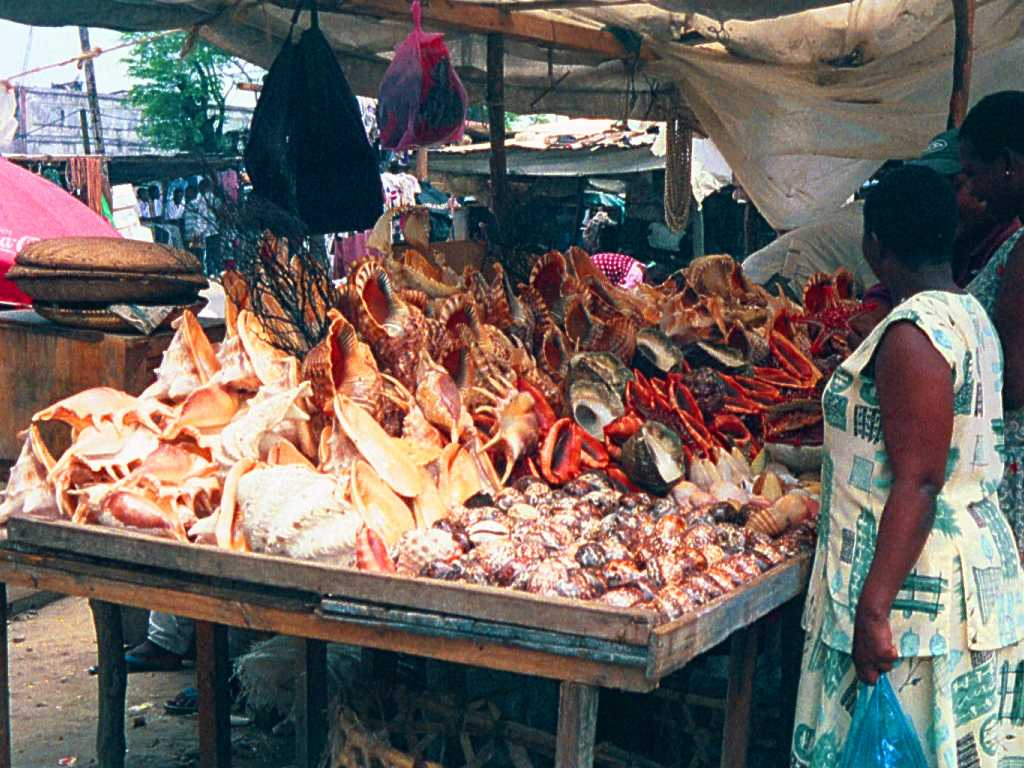
Un vendedor de conchas en Tanzania vende conchas que han sido obtenidas de animales vivos en el mar, matándolos. Esto se puede considerar una forma de furtivismo.

La definición a veces se amplía (especialmente en Europa) para incluir el estudio de los animales moluscos, lo que técnicamente es la malacología, al mismo tiempo que incluyen otros invertebrados marinos, como los equinodermos, cnidarias y crustáceos. 
La conquiliología se ocupa de todas las conchas de moluscos, sin embargo, los calamares y otros cefalópodos no tienen conchas externas (con la excepción de los Nautilus), habiendo desarrollado sólo un hueso interno o concha, utilizado para flotación o soporte. Algunas especies han perdido completamente su "esqueleto" (interno o externo), mientras que en algunos ha sido reemplazado por una estructura de soporte cartilaginosa. Debido a esto, los conquiliólogos se ocupan principalmente de los gasterópodos, bivalvos, poliplacóforos y escafópodos.

## Historia de la conquiliología
La recolección de conchas, el predecesor de la conquiliología, se remonta hasta el momento en el que había personas y playas: alguien paseando por la playa pudo recoger una concha por su belleza y es posible que también fuese al día siguiente a buscar más. El hecho de que mucha gente ya estuviese usando los moluscos como una fuente de alimentación, añadido a su abundancia, facilitó su introducción en las vidas de las personas. Desde la Edad de Piedra se han encontrado collares de conchas, algunos de los cuales fueron encontrados en áreas alejadas de las costas indicando que fueron objeto de algún tipo de comercio o intercambio. Collares de conchas y otras joyas son encontradas en la mayoría de las excavaciones arqueológicas, incluyendo ruinas Aztecas antiguas, excavaciones en la antigua China, el valle del Indo, y yacimientos Nativos Americanos. Los concheros constituyen un rasgo muy característico de los asentamientos humanos en los ambientes litorales. El término “conchero” se usa comúnmente para indicar una acumulación de conchas resultado de actividades de descarte de alimentos efectuados por diversas poblaciones humanas (Álvarez et al., 2010). Los concheros se forman por la acumulación de conchas de moluscos, mezcladas con restos de animales y de materiales líticos . Su escala temporal es muy amplia dado que hay dataciones que los ubican desde hace 11.000 años (Erlandson, 2011), así como también se pueden encontrar concheros relacionados con actividad humana actual (Kenady, 2016; Antczak et al., 2006). En Venezuela, De Booy (1916) fue uno de los pioneros en su estudio en la Isla de Margarita. 
Durante el Renacimiento, la gente comenzó a tener mayor interés en la belleza de objetos naturales para incluir en sus cuartos de maravillas. Las conchas se convirtieron en una gran parte de esas colecciones. Hacia el final del siglo XVII, la gente comenzó a ver las conchas con un interés científico. Lister entre 1685 y 1692 publicó Historia Conchyliorum, que fue el primer libro detallado sobre conchas, con más de 1000 planchas grabadas.

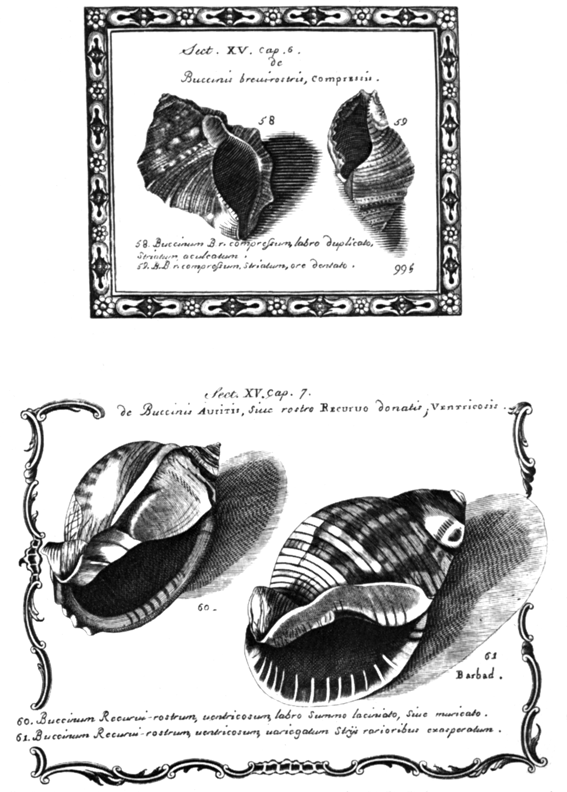
Una plancha del libro de Lister mostrando lo que él llama conchas buccinis.

## Usos de las conchas
Las conchas han sido coleccionadas durante milenios, pero no siempre solo por su belleza:
- Los moluscos, y sobre todo los bivalvos, como las almejas, y los mejillones, han sido una importante fuente de alimentación para muchos pueblos en distintos lugares del mundo. En la arqueología, las acumulaciones de conchas, mayormente producto de su descarte por consumo, se denominan en español concheros. Un buen ejemplo es en Midden heaps una excavación arqueológica en América del Norte, o los conocidos sambaquies de Brasil. También se los conoce como køkkenmødding por su nombre danés, donde se hicieron las primeras descripciones de este tipo de sitios.[2] Otros moluscos que se comen incluyen los pulpos y los calamares, caracoles, las ostras, y las vieiras.
- Se ha utilizado, asimismo, las conchas como moneda (de cambio) (es decir, como un medio de intercambio) en varios lugares, incluyendo América del Norte, África y Caribe.
- Las conchas suelen ser usadas como herramientas debido a su gran variedad de formas.
- Las conchas desempeñan asimismo un papel en la religión y la espiritualidad. Las Cypraea fueron a menudo consideradas como símbolos de las mujeres debido a su forma parecida a la vagina.
- Las conchas también han sido empleadas como instrumentos musicales, normalmente como una especie de trompeta.
- Con fines decorativos. Los "valentines" de los marineros eran recuerdos decorativos fabricados en el Caribe del siglo diecinueve. Consistían en complejos diseños de conchas incrustadas en cajas de madera (normalmente en forma de hexágono). Los "valentines" en forma de corazón se encontraban entre los diseños más populares, de ahí su nombre.
- Se utilizan asimismo algunos subproductos de las conchas en procesos industriales.
- Quizás los subproductos más significativos son las perlas "fabricadas" por las ostras.

## Aplicaciones de la conquiliología
Muchos conquiliólogos se dedican a estudiar los moluscos que son directamente provechosos o perjudiciales para el ser humano. El estudio de los moluscos provechosos, como los bivalvos comestibles, como las almejas y mejillones, o la ostra de la perla, se centra principalmente en su ecología y hábitos, siendo de gran importancia el entendimiento de su cría y cómo aumentar su producción. 
Por el contrario, gran parte del estudio de los moluscos perjudiciales se centra en su fisiología, con el fin de desarrollar controles eficaces sin aumentar los efectos colaterales no deseados. Un ejemplo de un molusco "introducido" e invasivo es el del mejillón cebra, que se extendido por todo el continente Norteamericano causando daños valorados en miles de millones de dólares. Se han realizado esfuerzos importantes para encontrar controles biológicos, como pueden ser parásitos y enfermedades específicos a la especie en cuestión, además de controles genéticos.

## Identificación de moluscos
Se suele identificar a los moluscos mediante guías de coleccionismo generalistas o regionales (por ejemplo, el Compendium of Seashells de Abbott y Dance), y libros específicos sobre diferentes taxones de moluscos (monográficos) o "iconografías" (textos cortos - principalmente fotografías), con ilustraciones y descripciones por escrito, más que por claves de identificación como en el caso de las plantas. Debida a la gran diversidad dentro de las muchas especies y sus familias, la elaboración de guías útiles resulta sumamente difícil. Incluso para los expertos, el gran número de especies y el desconocimiento de sus características complica su clasificación. Así, muchos moluscos siguen sin clasificar por los científicos, se publican los datos de muchas nuevas especies todos los años. Se calcula que existen unas 100.000 especies en todo el mundo.